# لشکر ۱۰۱ هوابرد
لشکر صد و یکم هوابرد (انگلیسی: 101st Airborne Division) ملقب به «عقاب‌های غران» یک لشکر از نیروهای پیاده‌نظام نخبه و تخصصی در نیروی زمینی ایالات متحده آمریکا است که برای عملیات ضربت هوابرد آموزش دیده‌اند.
این لشکر، نیرومندترین و به‌لحاظ تاکتیکی، تحرک‌پذیرترین لشکر ارتش ایالات متحده آمریکاست. در حال حاضر وظیفهٔ این لشکر، طراحی، هماهنگی و اجرای عملیات نظامی هوابرد در حد و اندازه‌های یک تیپ است و قادر است نواحی و اراضی کلیدی و مهم را در خاک دشمن تصرف کند و به پشتیبانی عملیاتی از نیروهای زمینی بپردازد.
نیروهای این لشکر قادرند در محیط‌های اقلیمی و شرایط محیطی دشوار و همچین با زیرساخت‌های محدود یا منهدم‌شده به فعالیت خود ادامه دهند.
تحرک‌پذیری کم‌نظیر این لشکر و آموزش‌های سطح‌بالای آن، لشکر صد و یکم هوابرد را طلایه‌دار و پیشقراول نیروهای ضربت زمینی ارتش آمریکا در نبردهای سال‌های اخیر نموده‌است.
اخیراً این لشکر در «دفاع برون مرزی» و «عملیات ضد تروریسم» در عراق و افغانستان شرکت داشته‌است.
لشکر صد و یکم هوابرد تاریخچه‌ای یک‌صد ساله دارد. این لشکر در جریان جنگ جهانی دوم به سبب نقشش در عملیات اورلرد و پیاده شدن در نرماندی در فرانسه، عملیات مارکت گاردن و آزادسازیِ هلند و از همه مهم‌تر تهاجم آردنن در اطراف شهر باستون در بلژیک شهرت دارد. در جریانِ جنگ ویتنام هم این لشکر، در چندین ناحیه و به‌ویژه در «نبرد همبرگر هیل» در مه ۱۹۶۹ میلادی حضورِ فعال داشت.